# Andy Breuer
Andy Breuer (* 14. August 2005) ist ein deutscher Fußballspieler.

## Karriere
Nach seinen Anfängen in der Jugend des FC Rastpfuhl wechselte er im Sommer 2014 in die Jugendabteilung des 1. FC Saarbrücken. Für diese kam er auf insgesamt zwei Spiele in der A-Junioren-Bundesliga. Ab Sommer 2022 trainierte er mit dem Kader der 3. Liga-Mannschaft und kam dort auch zu seinem ersten Einsatz im Profibereich, als er am 15. März 2023, dem 27. Spieltag, beim 5:0-Heimsieg gegen die SpVgg Bayreuth in der 80. Spielminute für Julian Günther-Schmidt eingewechselt wurde. Vornehmlich weiterhin für die Jugendmannschaft aktiv, kam er in der Spielzeit 2022/23 sowie der Spielzeit 2023/24 noch zu je einem weiteren Kurzeinsatz in der Profiliga.
Im Sommer 2024 verließ Breuer den Verein und schloss sich zur Spielzeit 2024/25 dem Ligakonkurrenten SpVgg Unterhaching an, dort unterschrieb er einen Vertrag bis Juni 2026.